# Mnesarete fulgida
Mnesarete fulgida är en trollsländeart som först beskrevs av Selys 1879.  Mnesarete fulgida ingår i släktet Mnesarete och familjen jungfrusländor. Inga underarter finns listade i Catalogue of Life.